# Konjuh (Berg)
Der Konjuh ist ein Berg im nordöstlichen Teil von Bosnien und Herzegowina, zwischen Kladanj und Banovići. Er wird umgeben von den Tälern der Flüsse Seona, Turija, Litva und Oskova im Norden, dem Fluss Gostelja und der Magistralstraße M18 im Nordosten sowie dem Tal der Krivaja im Süden und Westen. Mit dem Ozren, Javor und Javornik gehört der Konjuh zu einer Gebirgskette, welche mit dem Trebavac und der Majevica als Teil der Dinariden in die Pannonische Tiefebene abflacht.
Die Durchschnittshöhe beträgt über 1000 M.ü.A.; die höchsten Gipfel sind Šuplji Javor (1157 m), Vina Kruška (1088 m), Suho Drvlje (1206 m), Zidine (1180 m), Brezina (1120 m), Vrh Konjuha (1328 m) und Bandijerka, Gipfel des Javorje (1261 m), Bijeli Vrh (1272 m) und der Zečiji Rat (1275 m) und am südwestlichen Kamm Smolin.

## Flora und Fauna
Der Konjuh ist von einer dichten Nadelbaumpopulation bewachsen, welche unter anderem Kiefern, Fichten, Buchen, Ahorn und eine kleine Zahl Eichen beheimatet. Am Gipfel wächst zudem der seltene Gelbe Enzian (srčanik, Gentiana lutea), welcher geschützt ist und als bedroht gilt.
In den Wäldern des Konjuh leben Wildtiere wie der Braunbär, Rehe, Wildschweine, Wölfe, Füchse, Eichhörnchen, Auerhühner und in den umliegenden Flüssen Forellen und Flusskrebse. Schlangen wie die Hornotter, Kreuzotter, Schlingnatter sowie Eidechsen und Salamander haben hier ihr Habitat.

## Geschichte
Am Konjuh befinden sich mehrere mittelalterliche Nekropolen mit Stećci, allein etwa 500 solcher Grabsteine sind in der Gemeinde Kladanj bekannt. Nennenswert sind ebenfalls die Überreste alter Karawanenwege, welche dem Salztransport von Tuzla dienten, sowie Denkmäler die an den Zweiten Weltkrieg in Jugoslawien erinnern.

## Gebirgsschutz
Bergsteigerverbände und Naturliebhaber versuchen seit Jahren, die Behörden zu überzeugen, einen Teil des Berges zu einem Naturschutzgebiet umzuwandeln. Die Kantonalregierung des Kantons Tuzla verabschiedete dafür ein Naturschutzgesetz zum Schutz der Flora und Fauna über einen Teil des Berges.